# Đại dịch COVID-19 tại Nepal
| COVID-19 tại Nepal () Tử vong Hồi phục Đang điều trị 202020212022Thg 1Thg 2Thg 3Thg 4Thg 5Thg 6Thg 7Thg 8Thg 9Thg 10Thg 11Thg 12Thg 1Thg 2Thg 3Thg 4Thg 5Thg 6Thg 7Thg 8Thg 9Thg 10Thg 11Thg 12Thg 115 ngày gần nhất15 ngày gần nhất | COVID-19 tại Nepal () Tử vong Hồi phục Đang điều trị 202020212022Thg 1Thg 2Thg 3Thg 4Thg 5Thg 6Thg 7Thg 8Thg 9Thg 10Thg 11Thg 12Thg 1Thg 2Thg 3Thg 4Thg 5Thg 6Thg 7Thg 8Thg 9Thg 10Thg 11Thg 12Thg 115 ngày gần nhất15 ngày gần nhất | COVID-19 tại Nepal () Tử vong Hồi phục Đang điều trị 202020212022Thg 1Thg 2Thg 3Thg 4Thg 5Thg 6Thg 7Thg 8Thg 9Thg 10Thg 11Thg 12Thg 1Thg 2Thg 3Thg 4Thg 5Thg 6Thg 7Thg 8Thg 9Thg 10Thg 11Thg 12Thg 115 ngày gần nhất15 ngày gần nhất | COVID-19 tại Nepal () Tử vong Hồi phục Đang điều trị 202020212022Thg 1Thg 2Thg 3Thg 4Thg 5Thg 6Thg 7Thg 8Thg 9Thg 10Thg 11Thg 12Thg 1Thg 2Thg 3Thg 4Thg 5Thg 6Thg 7Thg 8Thg 9Thg 10Thg 11Thg 12Thg 115 ngày gần nhất15 ngày gần nhất | COVID-19 tại Nepal () Tử vong Hồi phục Đang điều trị 202020212022Thg 1Thg 2Thg 3Thg 4Thg 5Thg 6Thg 7Thg 8Thg 9Thg 10Thg 11Thg 12Thg 1Thg 2Thg 3Thg 4Thg 5Thg 6Thg 7Thg 8Thg 9Thg 10Thg 11Thg 12Thg 115 ngày gần nhất15 ngày gần nhất |
| --- | --- | --- | --- | --- |
| Ngày | Ngày | | Ca nhiễm | Tử vong |
| 2020-01-23 | 2020-01-23 | | 1(n.a.) | |
| ⋮ | | | | |
| 2020-01-29 | 2020-01-29 | | 1(n.a.) | |
| ⋮ | ⋮ | | 1(=) | |
| 2020-03-23 | 2020-03-23 | | 2(+100%) | |
| 2020-03-24 | 2020-03-24 | | 2(=) | |
| 2020-03-25 | 2020-03-25 | | 3(+50%) | |
| 2020-03-26 | 2020-03-26 | | 3(=) | |
| 2020-03-27 | 2020-03-27 | | 4(+33%) | |
| 2020-03-28 | 2020-03-28 | | 5(+25%) | |
| ⋮ | ⋮ | | 5(=) | |
| 2020-04-02 | 2020-04-02 | | 6(+20%) | |
| 2020-04-03 | 2020-04-03 | | 6(=) | |
| 2020-04-04 | 2020-04-04 | | 9(+50%) | |
| ⋮ | ⋮ | | 9(=) | |
| 2020-04-12 | 2020-04-12 | | 12(+33%) | |
| 2020-04-13 | 2020-04-13 | | 14(+17%) | |
| 2020-04-14 | 2020-04-14 | | 16(+14%) | |
| 2020-04-15 | 2020-04-15 | | 16(=) | |
| 2020-04-16 | 2020-04-16 | | 16(=) | |
| 2020-04-17 | 2020-04-17 | | 30(+88%) | |
| 2020-04-18 | 2020-04-18 | | 31(+3,3%) | |
| 2020-04-19 | 2020-04-19 | | 31(=) | |
| 2020-04-20 | 2020-04-20 | | 31(=) | |
| 2020-04-21 | 2020-04-21 | | 42(+35%) | |
| 2020-04-22 | 2020-04-22 | | 45(+7,1%) | |
| 2020-04-23 | 2020-04-23 | | 48(+6,7%) | |
| 2020-04-24 | 2020-04-24 | | 49(+2,1%) | |
| 2020-04-25 | 2020-04-25 | | 49(=) | |
| 2020-04-26 | 2020-04-26 | | 52(+6,1%) | |
| 2020-04-27 | 2020-04-27 | | 52(=) | |
| 2020-04-28 | 2020-04-28 | | 54(+3,8%) | |
| 2020-04-29 | 2020-04-29 | | 57(+5,6%) | |
| 2020-04-30 | 2020-04-30 | | 57(=) | |
| 2020-05-01 | 2020-05-01 | | 59(+3,5%) | |
| 2020-05-02 | 2020-05-02 | | 59(=) | |
| 2020-05-03 | 2020-05-03 | | 75(+27%) | |
| 2020-05-04 | 2020-05-04 | | 75(=) | |
| 2020-05-05 | 2020-05-05 | | 82(+9,3%) | |
| 2020-05-06 | 2020-05-06 | | 99(+21%) | |
| 2020-05-07 | 2020-05-07 | | 101(+2%) | |
| 2020-05-08 | 2020-05-08 | | 102(+0,99%) | |
| 2020-05-09 | 2020-05-09 | | 109(+6,9%) | |
| 2020-05-10 | 2020-05-10 | | 110(+0,92%) | |
| 2020-05-11 | 2020-05-11 | | 134(+22%) | |
| 2020-05-12 | 2020-05-12 | | 217(+62%) | |
| 2020-05-13 | 2020-05-13 | | 243(+12%) | |
| 2020-05-14 | 2020-05-14 | | 249(+2,5%) | |
| 2020-05-15 | 2020-05-15 | | 267(+7,2%) | |
| 2020-05-16 | 2020-05-16 | | 281(+5,2%) | 1(n.a.) |
| 2020-05-17 | 2020-05-17 | | 295(+5%) | 2(+1) |
| 2020-05-18 | 2020-05-18 | | 375(+27%) | 2(=) |
| 2020-05-19 | 2020-05-19 | | 402(+7,2%) | 2(=) |
| 2020-05-20 | 2020-05-20 | | 427(+6,2%) | 2(=) |
| 2020-05-21 | 2020-05-21 | | 457(+7%) | 3(+1) |
| 2020-05-22 | 2020-05-22 | | 516(+13%) | 3(=) |
| 2020-05-23 | 2020-05-23 | | 584(+13%) | 3(=) |
| 2020-05-24 | 2020-05-24 | | 603(+3,3%) | 3(=) |
| 2020-05-25 | 2020-05-25 | | 682(+13%) | 4(+1) |
| 2020-05-26 | 2020-05-26 | | 772(+13%) | 4(=) |
| 2020-05-27 | 2020-05-27 | | 886(+15%) | 4(=) |
| 2020-05-28 | 2020-05-28 | | 1.042(+18%) | 5(+1) |
| 2020-05-29 | 2020-05-29 | | 1.212(+16%) | 6(+1) |
| 2020-05-30 | 2020-05-30 | | 1.401(+16%) | 6(=) |
| 2020-05-31 | 2020-05-31 | | 1.572(+12%) | 8(+2) |
| 2020-06-01 | 2020-06-01 | | 1.811(+15%) | 8(=) |
| 2020-06-02 | 2020-06-02 | | 2.099(+16%) | 8(=) |
| 2020-06-03 | 2020-06-03 | | 2.300(+9,6%) | 9(+1) |
| 2020-06-04 | 2020-06-04 | | 2.634(+15%) | 10(+1) |
| 2020-06-05 | 2020-06-05 | | 2.912(+11%) | 11(+1) |
| 2020-06-06 | 2020-06-06 | | 3.235(+11%) | 13(+2) |
| 2020-06-07 | 2020-06-07 | | 3.448(+6,6%) | 13(=) |
| 2020-06-08 | 2020-06-08 | | 3.762(+9,1%) | 14(+1) |
| 2020-06-09 | 2020-06-09 | | 4.085(+8,6%) | 15(+1) |
| 2020-06-10 | 2020-06-10 | | 4.364(+6,8%) | 15(=) |
| 2020-06-11 | 2020-06-11 | | 4.614(+5,7%) | 15(=) |
| 2020-06-12 | 2020-06-12 | | 5.062(+9,7%) | 16(+1) |
| 2020-06-13 | 2020-06-13 | | 5.335(+5,4%) | 18(+2) |
| 2020-06-14 | 2020-06-14 | | 5.760(+8%) | 19(+1) |
| 2020-06-15 | 2020-06-15 | | 6.211(+7,8%) | 19(=) |
| 2020-06-16 | 2020-06-16 | | 6.591(+6,1%) | 19(=) |
| 2020-06-17 | 2020-06-17 | | 7.177(+8,9%) | 20(+1) |
| 2020-06-18 | 2020-06-18 | | 7.848(+9,3%) | 22(+2) |
| 2020-06-19 | 2020-06-19 | | 8.274(+5,4%) | 22(=) |
| 2020-06-20 | 2020-06-20 | | 8.605(+4%) | 22(=) |
| 2020-06-21 | 2020-06-21 | | 9.026(+4,9%) | 23(+1) |
| 2020-06-22 | 2020-06-22 | | 9.561(+5,9%) | 23(=) |
| 2020-06-23 | 2020-06-23 | | 10.099(+5,6%) | 24(+1) |
| 2020-06-24 | 2020-06-24 | | 10.728(+6,2%) | 24(=) |
| 2020-06-25 | 2020-06-25 | | 11.162(+4%) | 26(+2) |
| 2020-06-26 | 2020-06-26 | | 11.755(+5,3%) | 27(+1) |
| 2020-06-27 | 2020-06-27 | | 12.309(+4,7%) | 28(+1) |
| 2020-06-28 | 2020-06-28 | | 12.772(+3,8%) | 28(=) |
| 2020-06-29 | 2020-06-29 | | 13.248(+3,7%) | 29(+1) |
| 2020-06-30 | 2020-06-30 | | 13.564(+2,4%) | 29(=) |
| 2020-07-01 | 2020-07-01 | | 14.046(+3,6%) | 30(+1) |
| 2020-07-02 | 2020-07-02 | | 14.519(+3,4%) | 31(+1) |
| 2020-07-03 | 2020-07-03 | | 15.259(+5,1%) | 32(+1) |
| 2020-07-04 | 2020-07-04 | | 15.491(+1,5%) | 34(+2) |
| 2020-07-05 | 2020-07-05 | | 15.784(+1,9%) | 34(=) |
| 2020-07-06 | 2020-07-06 | | 15.964(+1,1%) | 35(+1) |
| 2020-07-07 | 2020-07-07 | | 16.168(+1,3%) | 35(=) |
| 2020-07-08 | 2020-07-08 | | 16.423(+1,6%) | 35(=) |
| 2020-07-09 | 2020-07-09 | | 16.531(+0,66%) | 35(=) |
| 2020-07-10 | 2020-07-10 | | 16.649(+0,71%) | 35(=) |
| 2020-07-11 | 2020-07-11 | | 16.719(+0,42%) | 38(+3) |
| 2020-07-12 | 2020-07-12 | | 16.801(+0,49%) | 38(=) |
| 2020-07-13 | 2020-07-13 | | 16.945(+0,86%) | 38(=) |
| 2020-07-14 | 2020-07-14 | | 17.061(+0,68%) | 38(=) |
| 2020-07-15 | 2020-07-15 | | 17.177(+0,68%) | 39(+1) |
| 2020-07-16 | 2020-07-16 | | 17.344(+0,97%) | 39(=) |
| 2020-07-17 | 2020-07-17 | | 17.445(+0,58%) | 40(+1) |
| 2020-07-18 | 2020-07-18 | | 17.502(+0,33%) | 40(=) |
| 2020-07-19 | 2020-07-19 | | 17.658(+0,89%) | 40(=) |
| 2020-07-20 | 2020-07-20 | | 17.844(+1,1%) | 40(=) |
| 2020-07-21 | 2020-07-21 | | 17.994(+0,84%) | 40(=) |
| 2020-07-22 | 2020-07-22 | | 18.094(+0,56%) | 42(+2) |
| 2020-07-23 | 2020-07-23 | | 18.241(+0,81%) | 43(+1) |
| 2020-07-24 | 2020-07-24 | | 18.374(+0,73%) | 44(+1) |
| 2020-07-25 | 2020-07-25 | | 18.483(+0,59%) | 45(+1) |
| 2020-07-26 | 2020-07-26 | | 18.613(+0,7%) | 45(=) |
| 2020-07-27 | 2020-07-27 | | 18.752(+0,75%) | 48(+3) |
| 2020-07-28 | 2020-07-28 | | 19.063(+1,7%) | 49(+1) |
| 2020-07-29 | 2020-07-29 | | 19.273(+1,1%) | 49(=) |
| 2020-07-30 | 2020-07-30 | | 19.547(+1,4%) | 52(+3) |
| 2020-07-31 | 2020-07-31 | | 19.771(+1,1%) | 56(+4) |
| 2020-08-01 | 2020-08-01 | | 20.086(+1,6%) | 56(=) |
| 2020-08-02 | 2020-08-02 | | 20.332(+1,2%) | 57(+1) |
| 2020-08-03 | 2020-08-03 | | 20.750(+2,1%) | 57(=) |
| 2020-08-04 | 2020-08-04 | | 21.009(+1,2%) | 58(+1) |
| 2020-08-05 | 2020-08-05 | | 21.390(+1,8%) | 60(+2) |
| 2020-08-06 | 2020-08-06 | | 21.750(+1,7%) | 65(+5) |
| 2020-08-07 | 2020-08-07 | | 22.214(+2,1%) | 70(+5) |
| 2020-08-08 | 2020-08-08 | | 22.592(+1,7%) | 73(+3) |
| 2020-08-09 | 2020-08-09 | | 22.972(+1,7%) | 75(+2) |
| 2020-08-10 | 2020-08-10 | | 23.310(+1,5%) | 79(+4) |
| 2020-08-11 | 2020-08-11 | | 23.948(+2,7%) | 83(+4) |
| 2020-08-12 | 2020-08-12 | | 24.432(+2%) | 91(+8) |
| 2020-08-13 | 2020-08-13 | | 24.957(+2,1%) | 95(+4) |
| 2020-08-14 | 2020-08-14 | | 25.551(+2,4%) | 99(+4) |
| 2020-08-15 | 2020-08-15 | | 26.019(+1,8%) | 102(+3) |
| 2020-08-16 | 2020-08-16 | | 26.660(+2,5%) | 104(+2) |
| 2020-08-17 | 2020-08-17 | | 27.241(+2,2%) | 107(+3) |
| 2020-08-18 | 2020-08-18 | | 28.257(+3,7%) | 114(+7) |
| 2020-08-19 | 2020-08-19 | | 28.938(+2,4%) | 120(+6) |
| 2020-08-20 | 2020-08-20 | | 29.645(+2,4%) | 126(+6) |
| 2020-08-21 | 2020-08-21 | | 30.483(+2,8%) | 137(+11) |
| 2020-08-22 | 2020-08-22 | | 31.117(+2,1%) | 146(+9) |
| 2020-08-23 | 2020-08-23 | | 31.935(+2,6%) | 149(+3) |
| 2020-08-24 | 2020-08-24 | | 32.678(+2,3%) | 157(+8) |
| 2020-08-25 | 2020-08-25 | | 33.533(+2,6%) | 164(+7) |
| 2020-08-26 | 2020-08-26 | | 34.418(+2,6%) | 175(+11) |
| 2020-08-27 | 2020-08-27 | | 35.529(+3,2%) | 183(+8) |
| 2020-08-28 | 2020-08-28 | | 36.456(+2,6%) | 195(+12) |
| 2020-08-29 | 2020-08-29 | | 37.340(+2,4%) | 207(+12) |
| 2020-08-30 | 2020-08-30 | | 38.561(+3,3%) | 221(+14) |
| 2020-08-31 | 2020-08-31 | | 39.460(+2,3%) | 228(+7) |
| 2020-09-01 | 2020-09-01 | | 40.529(+2,7%) | 239(+11) |
| 2020-09-02 | 2020-09-02 | | 41.649(+2,8%) | 251(+12) |
| 2020-09-03 | 2020-09-03 | | 42.877(+2,9%) | 257(+6) |
| 2020-09-04 | 2020-09-04 | | 44.236(+3,2%) | 271(+14) |
| 2020-09-05 | 2020-09-05 | | 45.277(+2,4%) | 280(+9) |
| 2020-09-06 | 2020-09-06 | | 46.257(+2,2%) | 289(+9) |
| 2020-09-07 | 2020-09-07 | | 47.236(+2,1%) | 300(+11) |
| 2020-09-08 | 2020-09-08 | | 48.138(+1,9%) | 306(+6) |
| 2020-09-09 | 2020-09-09 | | 49.219(+2,2%) | 312(+6) |
| 2020-09-10 | 2020-09-10 | | 50.465(+2,5%) | 317(+5) |
| 2020-09-11 | 2020-09-11 | | 51.919(+2,9%) | 322(+5) |
| 2020-09-12 | 2020-09-12 | | 53.120(+2,3%) | 336(+14) |
| 2020-09-13 | 2020-09-13 | | 54.159(+2%) | 345(+9) |
| 2020-09-14 | 2020-09-14 | | 55.329(+2,2%) | 360(+15) |
| 2020-09-15 | 2020-09-15 | | 56.788(+2,6%) | 371(+11) |
| 2020-09-16 | 2020-09-16 | | 58.327(+2,7%) | 379(+8) |
| 2020-09-17 | 2020-09-17 | | 59.573(+2,1%) | 383(+4) |
| 2020-09-18 | 2020-09-18 | | 61.593(+3,4%) | 390(+7) |
| 2020-09-19 | 2020-09-19 | | 62.797(+2%) | 401(+11) |
| 2020-09-20 | 2020-09-20 | | 64.122(+2,1%) | 411(+10) |
| 2020-09-21 | 2020-09-21 | | 65.276(+1,8%) | 427(+16) |
| 2020-09-22 | 2020-09-22 | | 66.632(+2,1%) | 429(+2) |
| 2020-09-23 | 2020-09-23 | | 67.804(+1,8%) | 436(+7) |
| 2020-09-24 | 2020-09-24 | | 69.301(+2,2%) | 453(+17) |
| 2020-09-25 | 2020-09-25 | | 70.614(+1,9%) | 459(+6) |
| 2020-09-26 | 2020-09-26 | | 71.821(+1,7%) | 467(+8) |
| 2020-09-27 | 2020-09-27 | | 73.394(+2,2%) | 477(+10) |
| 2020-09-28 | 2020-09-28 | | 74.745(+1,8%) | 481(+4) |
| 2020-09-29 | 2020-09-29 | | 76.258(+2%) | 491(+10) |
| 2020-09-30 | 2020-09-30 | | 77.817(+2%) | 498(+7) |
| 2020-10-01 | 2020-10-01 | | 79.728(+2,5%) | 509(+11) |
| 2020-10-02 | 2020-10-02 | | 82.450(+3,4%) | 520(+11) |
| 2020-10-03 | 2020-10-03 | | 84.570(+2,6%) | 528(+8) |
| 2020-10-04 | 2020-10-04 | | 86.823(+2,7%) | 535(+7) |
| 2020-10-05 | 2020-10-05 | | 89.263(+2,8%) | 554(+19) |
| 2020-10-06 | 2020-10-06 | | 90.814(+1,7%) | 563(+9) |
| 2020-10-07 | 2020-10-07 | | 94.253(+3,8%) | 578(+15) |
| 2020-10-08 | 2020-10-08 | | 98.617(+4,6%) | 590(+12) |
| 2020-10-09 | 2020-10-09 | | 100.676(+2,1%) | 600(+10) |
| 2020-10-10 | 2020-10-10 | | 105.684(+5%) | 614(+14) |
| 2020-10-11 | 2020-10-11 | | 107.755(+2%) | 636(+22) |
| 2020-10-12 | 2020-10-12 | | 111.802(+3,8%) | 645(+9) |
| 2020-10-13 | 2020-10-13 | | 115.358(+3,2%) | 663(+18) |
| 2020-10-14 | 2020-10-14 | | 117.996(+2,3%) | 675(+12) |
| 2020-10-15 | 2020-10-15 | | 121.745(+3,2%) | 694(+19) |
| 2020-10-16 | 2020-10-16 | | 126.137(+3,6%) | 715(+21) |
| 2020-10-17 | 2020-10-17 | | 129.304(+2,5%) | 727(+12) |
| 2020-10-18 | 2020-10-18 | | 132.246(+2,3%) | 739(+12) |
| 2020-10-19 | 2020-10-19 | | 136.036(+2,9%) | 757(+18) |
| 2020-10-20 | 2020-10-20 | | 139.129(+2,3%) | 765(+8) |
| 2020-10-21 | 2020-10-21 | | 144.872(+4,1%) | 791(+26) |
| 2020-10-22 | 2020-10-22 | | 148.509(+2,5%) | 812(+21) |
| 2020-10-23 | 2020-10-23 | | 153.008(+3%) | 829(+17) |
| 2020-10-24 | 2020-10-24 | | 155.233(+1,5%) | 842(+13) |
| 2020-10-25 | 2020-10-25 | | 158.089(+1,8%) | 847(+5) |
| 2020-10-26 | 2020-10-26 | | 159.830(+1,1%) | 862(+15) |
| 2020-10-27 | 2020-10-27 | | 160.400(+0,36%) | 876(+14) |
| 2020-10-28 | 2020-10-28 | | 162.354(+1,2%) | 887(+11) |
| 2020-10-29 | 2020-10-29 | | 164.718(+1,5%) | 904(+17) |
| 2020-10-30 | 2020-10-30 | | 168.235(+2,1%) | 920(+16) |
| 2020-10-31 | 2020-10-31 | | 170.743(+1,5%) | 937(+17) |
| 2020-11-01 | 2020-11-01 | | 173.567(+1,7%) | 960(+23) |
| 2020-11-02 | 2020-11-02 | | 176.500(+1,7%) | 984(+24) |
| 2020-11-03 | 2020-11-03 | | 179.614(+1,8%) | 1.004(+20) |
| 2020-11-04 | 2020-11-04 | | 182.923(+1,8%) | 1.034(+30) |
| 2020-11-05 | 2020-11-05 | | 185.974(+1,7%) | 1.052(+18) |
| 2020-11-06 | 2020-11-06 | | 188.883(+1,6%) | 1.070(+18) |
| 2020-11-07 | 2020-11-07 | | 191.636(+1,5%) | 1.087(+17) |
| 2020-11-08 | 2020-11-08 | | 194.453(+1,5%) | 1.108(+21) |
| 2020-11-09 | 2020-11-09 | | 197.024(+1,3%) | 1.126(+18) |
| 2020-11-10 | 2020-11-10 | | 199.760(+1,4%) | 1.148(+22) |
| 2020-11-11 | 2020-11-11 | | 202.329(+1,3%) | 1.174(+26) |
| 2020-11-12 | 2020-11-12 | | 204.242(+0,95%) | 1.189(+15) |
| 2020-11-13 | 2020-11-13 | | 206.353(+1%) | 1.202(+13) |
| 2020-11-14 | 2020-11-14 | | 208.299(+0,94%) | 1.215(+13) |
| 2020-11-15 | 2020-11-15 | | 209.776(+0,71%) | 1.221(+6) |
| 2020-11-16 | 2020-11-16 | | 210.973(+0,57%) | 1.230(+9) |
| 2020-11-17 | 2020-11-17 | | 211.475(+0,24%) | 1.247(+17) |
| 2020-11-18 | 2020-11-18 | | 212.917(+0,68%) | 1.259(+12) |
| 2020-11-19 | 2020-11-19 | | 215.020(+0,99%) | 1.276(+17) |
| 2020-11-20 | 2020-11-20 | | 216.965(+0,9%) | 1.298(+22) |
| 2020-11-21 | 2020-11-21 | | 218.639(+0,77%) | 1.305(+7) |
| 2020-11-22 | 2020-11-22 | | 220.308(+0,76%) | 1.321(+16) |
| 2020-11-23 | 2020-11-23 | | 222.288(+0,9%) | 1.337(+16) |
| 2020-11-24 | 2020-11-24 | | 224.078(+0,81%) | 1.361(+24) |
| 2020-11-25 | 2020-11-25 | | 226.026(+0,87%) | 1.389(+28) |
| 2020-11-26 | 2020-11-26 | | 227.640(+0,71%) | 1.412(+23) |
| 2020-11-27 | 2020-11-27 | | 229.343(+0,75%) | 1.435(+23) |
| 2020-11-28 | 2020-11-28 | | 230.723(+0,6%) | 1.454(+19) |
| 2020-11-29 | 2020-11-29 | | 231.978(+0,54%) | 1.479(+25) |
| 2020-11-30 | 2020-11-30 | | 233.452(+0,64%) | 1.508(+29) |
| 2020-12-01 | 2020-12-01 | | 234.756(+0,56%) | 1.529(+21) |
| 2020-12-02 | 2020-12-02 | | 236.246(+0,63%) | 1.538(+9) |
| 2020-12-03 | 2020-12-03 | | 237.589(+0,57%) | 1.551(+13) |
| 2020-12-04 | 2020-12-04 | | 238.861(+0,54%) | 1.567(+16) |
| 2020-12-04 | 2020-12-04 | | 238.861(=) | 1.567(=) |
| 2020-12-05 | 2020-12-05 | | 239.885(+0,43%) | 1.577(+10) |
| 2020-12-06 | 2020-12-06 | | 240.981(+0,46%) | 1.594(+17) |
| 2020-12-07 | 2020-12-07 | | 241.995(+0,42%) | 1.614(+20) |
| 2020-12-08 | 2020-12-08 | | 243.377(+0,57%) | 1.637(+23) |
| 2020-12-09 | 2020-12-09 | | 244.433(+0,43%) | 1.651(+14) |
| 2020-12-10 | 2020-12-10 | | 245.650(+0,5%) | 1.663(+12) |
| 2020-12-11 | 2020-12-11 | | 246.694(+0,42%) | 1.674(+11) |
| 2020-12-12 | 2020-12-12 | | 247.593(+0,36%) | 1.689(+15) |
| 2020-12-13 | 2020-12-13 | | 248.423(+0,34%) | 1.698(+9) |
| 2020-12-14 | 2020-12-14 | | 249.244(+0,33%) | 1.716(+18) |
| 2020-12-15 | 2020-12-15 | | 250.180(+0,38%) | 1.730(+14) |
| 2020-12-16 | 2020-12-16 | | 250.916(+0,29%) | 1.743(+13) |
| 2020-12-17 | 2020-12-17 | | 251.692(+0,31%) | 1.749(+6) |
| 2020-12-18 | 2020-12-18 | | 252.474(+0,31%) | 1.765(+16) |
| 2020-12-19 | 2020-12-19 | | 253.184(+0,28%) | 1.777(+12) |
| 2020-12-20 | 2020-12-20 | | 253.772(+0,23%) | 1.788(+11) |
| 2020-12-21 | 2020-12-21 | | 254.514(+0,29%) | 1.795(+7) |
| 2020-12-22 | 2020-12-22 | | 255.236(+0,28%) | 1.798(+3) |
| 2020-12-23 | 2020-12-23 | | 255.979(+0,29%) | 1.803(+5) |
| 2020-12-24 | 2020-12-24 | | 256.592(+0,24%) | 1.808(+5) |
| 2020-12-25 | 2020-12-25 | | 257.200(+0,24%) | 1.816(+8) |
| 2020-12-26 | 2020-12-26 | | 257.700(+0,19%) | 1.819(+3) |
| 2020-12-27 | 2020-12-27 | | 258.181(+0,19%) | 1.825(+6) |
| 2020-12-28 | 2020-12-28 | | 258.840(+0,26%) | 1.832(+7) |
| 2020-12-29 | 2020-12-29 | | 259.548(+0,27%) | 1.840(+8) |
| 2020-12-30 | 2020-12-30 | | 260.059(+0,2%) | 1.847(+7) |
| 2020-12-31 | 2020-12-31 | | 260.593(+0,21%) | 1.856(+9) |
| 2021-01-01 | 2021-01-01 | | 261.019(+0,16%) | 1.864(+8) |
| 2021-01-02 | 2021-01-02 | | 261.438(+0,16%) | 1.870(+6) |
| 2021-01-03 | 2021-01-03 | | 261.859(+0,16%) | 1.878(+8) |
| 2021-01-04 | 2021-01-04 | | 262.262(+0,15%) | 1.885(+7) |
| 2021-01-05 | 2021-01-05 | | 262.784(+0,2%) | 1.893(+8) |
| 2021-01-06 | 2021-01-06 | | 263.193(+0,16%) | 1.899(+6) |
| 2021-01-07 | 2021-01-07 | | 263.605(+0,16%) | 1.903(+4) |
| 2021-01-08 | 2021-01-08 | | 264.159(+0,21%) | 1.909(+6) |
| 2021-01-09 | 2021-01-09 | | 264.521(+0,14%) | 1.912(+3) |
| 2021-01-10 | 2021-01-10 | | 264.780(+0,1%) | 1.917(+5) |
| 2021-01-11 | 2021-01-11 | | 265.268(+0,18%) | 1.927(+10) |
| 2021-01-12 | 2021-01-12 | | 265.698(+0,16%) | 1.932(+5) |
| 2021-01-13 | 2021-01-13 | | 266.143(+0,17%) | 1.937(+5) |
| 2021-01-14 | 2021-01-14 | | 266.546(+0,15%) | 1.943(+6) |
| 2021-01-15 | 2021-01-15 | | 266.816(+0,1%) | 1.948(+5) |
| 2021-01-16 | 2021-01-16 | | 267.056(+0,09%) | 1.954(+6) |
| 2021-01-17 | 2021-01-17 | | 267.322(+0,1%) | 1.959(+5) |
| 2021-01-18 | 2021-01-18 | | 267.644(+0,12%) | 1.965(+6) |
| 2021-01-19 | 2021-01-19 | | 267.992(+0,13%) | 1.969(+4) |
| 2021-01-20 | 2021-01-20 | | 268.310(+0,12%) | 1.975(+6) |
| 2021-01-21 | 2021-01-21 | | 268.646(+0,13%) | 1.979(+4) |
| 2021-01-22 | 2021-01-22 | | 268.948(+0,11%) | 1.986(+7) |
| 2021-01-23 | 2021-01-23 | | 269.180(+0,09%) | 1.994(+8) |
| 2021-01-24 | 2021-01-24 | | 269.450(+0,1%) | 2.001(+7) |
| 2021-01-25 | 2021-01-25 | | 269.789(+0,13%) | 2.011(+10) |
| 2021-01-26 | 2021-01-26 | | 270.092(+0,11%) | 2.017(+6) |
| 2021-01-27 | 2021-01-27 | | 270.375(+0,1%) | 2.020(+3) |
| 2021-01-28 | 2021-01-28 | | 270.588(+0,08%) | 2.020(=) |
| 2021-01-29 | 2021-01-29 | | 270.745(+0,06%) | 2.025(+5) |
| 2021-01-30 | 2021-01-30 | | 270.854(+0,04%) | 2.027(+2) |
| 2021-01-31 | 2021-01-31 | | 270.959(+0,04%) | 2.029(+2) |
| 2021-02-01 | 2021-02-01 | | 271.118(+0,06%) | 2.029(=) |
| 2021-02-02 | 2021-02-02 | | 271.289(+0,06%) | 2.030(+1) |
| 2021-02-03 | 2021-02-03 | | 271.431(+0,05%) | 2.031(+1) |
| 2021-02-04 | 2021-02-04 | | 271.602(+0,06%) | 2.033(+2) |
| 2021-02-05 | 2021-02-05 | | 271.707(+0,04%) | 2.035(+2) |
| 2021-02-06 | 2021-02-06 | | 271.806(+0,04%) | 2.035(=) |
| 2021-02-07 | 2021-02-07 | | 271.925(+0,04%) | 2.038(+3) |
| 2021-02-08 | 2021-02-08 | | 272.055(+0,05%) | 2.045(+7) |
| 2021-02-09 | 2021-02-09 | | 272.215(+0,06%) | 2.047(+2) |
| 2021-02-10 | 2021-02-10 | | 272.349(+0,05%) | 2.047(=) |
| 2021-02-11 | 2021-02-11 | | 272.430(+0,03%) | 2.052(+5) |
| 2021-02-12 | 2021-02-12 | | 272.557(+0,05%) | 2.054(+2) |
| 2021-02-13 | 2021-02-13 | | 272.614(+0,02%) | 2.054(=) |
| 2021-02-14 | 2021-02-14 | | 272.718(+0,04%) | 2.054(=) |
| 2021-02-15 | 2021-02-15 | | 272.840(+0,04%) | 2.055(+1) |
| 2021-02-16 | 2021-02-16 | | 272.945(+0,04%) | 2.055(=) |
| 2021-02-17 | 2021-02-17 | | 273.070(+0,05%) | 2.055(=) |
| 2021-02-18 | 2021-02-18 | | 273.166(+0,04%) | 2.055(=) |
| 2021-02-19 | 2021-02-19 | | 273.263(+0,04%) | 2.061(+6) |
| 2021-02-20 | 2021-02-20 | | 273.351(+0,03%) | 2.061(=) |
| 2021-02-21 | 2021-02-21 | | 273.431(+0,03%) | 2.061(=) |
| 2021-02-22 | 2021-02-22 | | 273.556(+0,05%) | 2.061(=) |
| 2021-02-23 | 2021-02-23 | | 273.666(+0,04%) | 2.065(+4) |
| 2021-02-24 | 2021-02-24 | | 273.760(+0,03%) | 2.066(+1) |
| 2021-02-25 | 2021-02-25 | | 273.872(+0,04%) | 2.767(+701) |
| 2021-02-26 | 2021-02-26 | | 273.984(+0,04%) | 2.771(+4) |
| 2021-02-27 | 2021-02-27 | | 274.065(+0,03%) | 2.773(+2) |
| 2021-02-28 | 2021-02-28 | | 274.143(+0,03%) | 2.774(+1) |
| 2021-03-01 | 2021-03-01 | | 274.216(+0,03%) | 2.777(+3) |
| 2021-03-02 | 2021-03-02 | | 274.294(+0,03%) | 2.777(=) |
| 2021-03-03 | 2021-03-03 | | 274.381(+0,03%) | 3.010(+233) |
| 2021-03-04 | 2021-03-04 | | 274.488(+0,04%) | 3.010(=) |
| 2021-03-05 | 2021-03-05 | | 274.608(+0,04%) | 3.010(=) |
| 2021-03-06 | 2021-03-06 | | 274.655(+0,02%) | 3.010(=) |
| 2021-03-07 | 2021-03-07 | | 274.721(+0,02%) | 3.010(=) |
| 2021-03-08 | 2021-03-08 | | 274.810(+0,03%) | 3.011(+1) |
| 2021-03-09 | 2021-03-09 | | 274.869(+0,02%) | 3.012(+1) |
| 2021-03-10 | 2021-03-10 | | 274.973(+0,04%) | 3.012(=) |
| 2021-03-11 | 2021-03-11 | | 275.070(+0,04%) | 3.012(=) |
| 2021-03-12 | 2021-03-12 | | 275.118(+0,02%) | 3.012(=) |
| 2021-03-13 | 2021-03-13 | | 275.178(+0,02%) | 3.014(+2) |
| 2021-03-14 | 2021-03-14 | | 275.231(+0,02%) | 3.014(=) |
| 2021-03-15 | 2021-03-15 | | 275.310(+0,03%) | 3.014(=) |
| 2021-03-16 | 2021-03-16 | | 275.424(+0,04%) | 3.014(=) |
| 2021-03-17 | 2021-03-17 | | 275.518(+0,03%) | 3.014(=) |
| 2021-03-18 | 2021-03-18 | | 275.625(+0,04%) | 3.015(+1) |
| 2021-03-19 | 2021-03-19 | | 275.750(+0,05%) | 3.016(+1) |
| 2021-03-20 | 2021-03-20 | | 275.829(+0,03%) | 3.016(=) |
| 2021-03-21 | 2021-03-21 | | 275.906(+0,03%) | 3.016(=) |
| 2021-03-22 | 2021-03-22 | | 276.056(+0,05%) | 3.019(+3) |
| 2021-03-23 | 2021-03-23 | | 276.244(+0,07%) | 3.019(=) |
| 2021-03-24 | 2021-03-24 | | 276.389(+0,05%) | 3.020(+1) |
| 2021-03-25 | 2021-03-25 | | 276.509(+0,04%) | 3.020(=) |
| 2021-03-26 | 2021-03-26 | | 276.665(+0,06%) | 3.024(+4) |
| 2021-03-27 | 2021-03-27 | | 276.750(+0,03%) | 3.027(+3) |
| 2021-03-28 | 2021-03-28 | | 276.839(+0,03%) | 3.027(=) |
| 2021-03-29 | 2021-03-29 | | 276.980(+0,05%) | 3.027(=) |
| 2021-03-30 | 2021-03-30 | | 277.147(+0,06%) | 3.030(+3) |
| 2021-03-31 | 2021-03-31 | | 277.309(+0,06%) | 3.030(=) |
| 2021-04-01 | 2021-04-01 | | 277.461(+0,05%) | 3.031(+1) |
| 2021-04-02 | 2021-04-02 | | 277.640(+0,06%) | 3.031(=) |
| 2021-04-03 | 2021-04-03 | | 277.768(+0,05%) | 3.032(+1) |
| 2021-04-04 | 2021-04-04 | | 277.944(+0,06%) | 3.032(=) |
| 2021-04-05 | 2021-04-05 | | 278.210(+0,1%) | 3.036(+4) |
| 2021-04-06 | 2021-04-06 | | 278.470(+0,09%) | 3.036(=) |
| 2021-04-07 | 2021-04-07 | | 278.768(+0,11%) | 3.038(+2) |
| 2021-04-08 | 2021-04-08 | | 279.100(+0,12%) | 3.038(=) |
| 2021-04-09 | 2021-04-09 | | 279.388(+0,1%) | 3.038(=) |
| 2021-04-10 | 2021-04-10 | | 279.725(+0,12%) | 3.039(+1) |
| 2021-04-11 | 2021-04-11 | | 280.028(+0,11%) | 3.040(+1) |
| 2021-04-12 | 2021-04-12 | | 280.524(+0,18%) | 3.053(+13) |
| 2021-04-13 | 2021-04-13 | | 280.984(+0,16%) | 3.058(+5) |
| 2021-04-14 | 2021-04-14 | | 281.564(+0,21%) | 3.061(+3) |
| 2021-04-15 | 2021-04-15 | | 282.054(+0,17%) | 3.066(+5) |
| 2021-04-16 | 2021-04-16 | | 282.890(+0,3%) | 3.070(+4) |
| 2021-04-17 | 2021-04-17 | | 283.658(+0,27%) | 3.075(+5) |
| 2021-04-18 | 2021-04-18 | | 284.673(+0,36%) | 3.083(+8) |
| 2021-04-19 | 2021-04-19 | | 285.900(+0,43%) | 3.091(+8) |
| 2021-04-20 | 2021-04-20 | | 287.567(+0,58%) | 3.102(+11) |
| 2021-04-21 | 2021-04-21 | | 289.787(+0,77%) | 3.112(+10) |
| 2021-04-22 | 2021-04-22 | | 292.152(+0,82%) | 3.117(+5) |
| 2021-04-23 | 2021-04-23 | | 294.601(+0,84%) | 3.122(+5) |
| 2021-04-24 | 2021-04-24 | | 297.087(+0,84%) | 3.136(+14) |
| 2021-04-25 | 2021-04-25 | | 300.119(+1%) | 3.164(+28) |
| 2021-04-26 | 2021-04-26 | | 303.561(+1,1%) | 3.176(+12) |
| 2021-04-27 | 2021-04-27 | | 307.925(+1,4%) | 3.194(+18) |
| 2021-04-28 | 2021-04-28 | | 312.699(+1,6%) | 3.211(+17) |
| 2021-04-29 | 2021-04-29 | | 317.530(+1,5%) | 3.246(+35) |
| 2021-04-30 | 2021-04-30 | | 323.187(+1,8%) | 3.279(+33) |
| 2021-05-01 | 2021-05-01 | | 328.893(+1,8%) | 3.298(+19) |
| 2021-05-02 | 2021-05-02 | | 336.030(+2,2%) | 3.325(+27) |
| 2021-05-03 | 2021-05-03 | | 343.418(+2,2%) | 3.362(+37) |
| 2021-05-04 | 2021-05-04 | | 351.005(+2,2%) | 3.417(+55) |
| 2021-05-05 | 2021-05-05 | | 359.610(+2,5%) | 3.475(+58) |
| 2021-05-06 | 2021-05-06 | | 368.580(+2,5%) | 3.529(+54) |
| 2021-05-07 | 2021-05-07 | | 377.603(+2,4%) | 3.579(+50) |
| 2021-05-08 | 2021-05-08 | | 385.890(+2,2%) | 3.632(+53) |
| 2021-05-09 | 2021-05-09 | | 394.667(+2,3%) | 3.720(+88) |
| 2021-05-10 | 2021-05-10 | | 403.794(+2,3%) | 3.859(+139) |
| 2021-05-11 | 2021-05-11 | | 413.111(+2,3%) | 4.084(+225) |
| 2021-05-12 | 2021-05-12 | | 422.349(+2,2%) | 4.252(+168) |
| 2021-05-13 | 2021-05-13 | | 431.191(+2,1%) | 4.466(+214) |
| 2021-05-14 | 2021-05-14 | | 439.658(+2%) | 4.669(+203) |
| 2021-05-15 | 2021-05-15 | | 447.704(+1,8%) | 4.856(+187) |
| 2021-05-16 | 2021-05-16 | | 455.020(+1,6%) | 5.001(+145) |
| 2021-05-17 | 2021-05-17 | | 464.218(+2%) | 5.215(+214) |
| 2021-05-18 | 2021-05-18 | | 472.354(+1,8%) | 5.411(+196) |
| 2021-05-19 | 2021-05-19 | | 480.418(+1,7%) | 5.657(+246) |
| 2021-05-20 | 2021-05-20 | | 488.645(+1,7%) | 5.847(+190) |
| 2021-05-21 | 2021-05-21 | | 497.052(+1,7%) | 6.024(+177) |
| 2021-05-22 | 2021-05-22 | | 505.643(+1,7%) | 6.153(+129) |
| 2021-05-23 | 2021-05-23 | | 513.241(+1,5%) | 6.346(+193) |
| 2021-05-24 | 2021-05-24 | | 520.461(+1,4%) | 6.531(+185) |
| 2021-05-25 | 2021-05-25 | | 528.848(+1,6%) | 6.700(+169) |
| 2021-05-26 | 2021-05-26 | | 535.525(+1,3%) | 6.845(+145) |
| 2021-05-27 | 2021-05-27 | | 542.256(+1,3%) | 6.951(+106) |
| 2021-05-28 | 2021-05-28 | | 549.111(+1,3%) | 7.047(+96) |
| 2021-05-29 | 2021-05-29 | | 553.422(+0,79%) | 7.163(+116) |
| 2021-05-30 | 2021-05-30 | | 557.124(+0,67%) | 7.272(+109) |
| 2021-05-31 | 2021-05-31 | | 561.302(+0,75%) | 7.386(+114) |
| 2021-06-01 | 2021-06-01 | | 566.587(+0,94%) | 7.454(+68) |
| 2021-06-02 | 2021-06-02 | | 571.111(+0,8%) | 7.555(+101) |
| 2021-06-03 | 2021-06-03 | | 576.936(+1%) | 7.630(+75) |
| 2021-06-04 | 2021-06-04 | | 581.560(+0,8%) | 7.731(+101) |
| 2021-06-05 | 2021-06-05 | | 585.100(+0,61%) | 7.799(+68) |
| 2021-06-06 | 2021-06-06 | | 588.124(+0,52%) | 7.898(+99) |
| 2021-06-07 | 2021-06-07 | | 591.494(+0,57%) | 7.990(+92) |
| 2021-06-08 | 2021-06-08 | | 595.364(+0,65%) | 8.098(+108) |
| 2021-06-09 | 2021-06-09 | | 598.813(+0,58%) | 8.179(+81) |
| 2021-06-10 | 2021-06-10 | | 601.687(+0,48%) | 8.238(+59) |
| 2021-06-11 | 2021-06-11 | | 604.396(+0,45%) | 8.305(+67) |
| 2021-06-12 | 2021-06-12 | | 606.778(+0,39%) | 8.366(+61) |
| 2021-06-13 | 2021-06-13 | | 608.472(+0,28%) | 8.412(+46) |
| 2021-06-14 | 2021-06-14 | | 610.521(+0,34%) | 8.465(+53) |
| 2021-06-15 | 2021-06-15 | | 612.202(+0,28%) | 8.506(+41) |
| 2021-06-16 | 2021-06-16 | | 614.216(+0,33%) | 8.558(+52) |
| 2021-06-17 | 2021-06-17 | | 615.984(+0,29%) | 8.597(+39) |
| 2021-06-18 | 2021-06-18 | | 617.947(+0,32%) | 8.641(+44) |
| 2021-06-19 | 2021-06-19 | | 619.635(+0,27%) | 8.675(+34) |
| 2021-06-20 | 2021-06-20 | | 621.056(+0,23%) | 8.726(+51) |
| 2021-06-21 | 2021-06-21 | | 622.640(+0,26%) | 8.772(+46) |
| 2021-06-22 | 2021-06-22 | | 626.343(+0,59%) | 8.813(+41) |
| 2021-06-23 | 2021-06-23 | | 627.854(+0,24%) | 8.894(+81) |
| 2021-06-24 | 2021-06-24 | | 629.431(+0,25%) | 8.918(+24) |
| 2021-06-25 | 2021-06-25 | | 631.152(+0,27%) | 8.945(+27) |
| 2021-06-26 | 2021-06-26 | | 636.326(+0,82%) | 8.975(+30) |
| 2021-06-27 | 2021-06-27 | | 633.679(−0,42%) | 9.009(+34) |
| 2021-06-28 | 2021-06-28 | | 635.188(+0,24%) | 9.051(+42) |
| 2021-06-29 | 2021-06-29 | | 636.916(+0,27%) | 9.071(+20) |
| 2021-06-30 | 2021-06-30 | | 638.805(+0,3%) | 9.112(+41) |
| 2021-07-01 | 2021-07-01 | | 640.662(+0,29%) | 9.145(+33) |
| 2021-07-02 | 2021-07-02 | | 642.053(+0,22%) | 9.179(+34) |
| 2021-07-03 | 2021-07-03 | | 643.580(+0,24%) | 9.198(+19) |
| 2021-07-04 | 2021-07-04 | | 644.622(+0,16%) | 9.225(+27) |
| 2021-07-05 | 2021-07-05 | | 646.367(+0,27%) | 9.248(+23) |
| 2021-07-06 | 2021-07-06 | | 648.085(+0,27%) | 9.263(+15) |
| 2021-07-07 | 2021-07-07 | | 650.162(+0,32%) | 9.291(+28) |
| 2021-07-08 | 2021-07-08 | | 651.380(+0,19%) | 9.320(+29) |
| 2021-07-09 | 2021-07-09 | | 652.859(+0,23%) | 9.340(+20) |
| 2021-07-10 | 2021-07-10 | | 654.212(+0,21%) | 9.362(+22) |
| 2021-07-11 | 2021-07-11 | | 655.449(+0,19%) | 9.382(+20) |
| 2021-07-12 | 2021-07-12 | | 657.139(+0,26%) | 9.400(+18) |
| 2021-07-13 | 2021-07-13 | | 658.778(+0,25%) | 9.412(+12) |
| 2021-07-14 | 2021-07-14 | | 660.788(+0,31%) | 9.430(+18) |
| 2021-07-15 | 2021-07-15 | | 662.570(+0,27%) | 9.463(+33) |
| 2021-07-16 | 2021-07-16 | | 664.576(+0,3%) | 9.506(+43) |
| 2021-07-17 | 2021-07-17 | | 665.886(+0,2%) | 9.527(+21) |
| 2021-07-18 | 2021-07-18 | | 667.109(+0,18%) | 9.550(+23) |
| 2021-07-19 | 2021-07-19 | | 668.751(+0,25%) | 9.582(+32) |
| 2021-07-20 | 2021-07-20 | | 670.953(+0,33%) | 9.607(+25) |
| 2021-07-21 | 2021-07-21 | | 672.871(+0,29%) | 9.637(+30) |
| 2021-07-22 | 2021-07-22 | | 674.726(+0,28%) | 9.661(+24) |
| 2021-07-23 | 2021-07-23 | | 676.708(+0,29%) | 9.679(+18) |
| 2021-07-24 | 2021-07-24 | | 679.017(+0,34%) | 9.695(+16) |
| 2021-07-25 | 2021-07-25 | | 680.556(+0,23%) | 9.713(+18) |
| 2021-07-26 | 2021-07-26 | | 682.947(+0,35%) | 9.738(+25) |
| 2021-07-27 | 2021-07-27 | | 685.673(+0,4%) | 9.758(+20) |
| 2021-07-28 | 2021-07-28 | | 688.307(+0,38%) | 9.791(+33) |
| 2021-07-29 | 2021-07-29 | | 690.642(+0,34%) | 9.807(+16) |
| 2021-07-30 | 2021-07-30 | | 693.109(+0,36%) | 9.834(+27) |
| 2021-07-31 | 2021-07-31 | | 695.389(+0,33%) | 9.857(+23) |
| 2021-08-01 | 2021-08-01 | | 697.370(+0,28%) | 9.875(+18) |
| 2021-08-02 | 2021-08-02 | | 699.649(+0,33%) | 9.898(+23) |
| 2021-08-03 | 2021-08-03 | | 702.097(+0,35%) | 9.922(+24) |
| 2021-08-04 | 2021-08-04 | | 705.072(+0,42%) | 9.957(+35) |
| 2021-08-05 | 2021-08-05 | | 708.079(+0,43%) | 9.994(+37) |
| 2021-08-06 | 2021-08-06 | | 710.509(+0,34%) | 10.019(+25) |
| 2021-08-07 | 2021-08-07 | | 712.740(+0,31%) | 10.038(+19) |
| 2021-08-08 | 2021-08-08 | | 714.877(+0,3%) | 10.093(+55) |
| 2021-08-09 | 2021-08-09 | | 717.486(+0,36%) | 10.115(+22) |
| 2021-08-10 | 2021-08-10 | | 720.680(+0,45%) | 10.150(+35) |
| 2021-08-11 | 2021-08-11 | | 723.296(+0,36%) | 10.180(+30) |
| 2021-08-12 | 2021-08-12 | | 725.769(+0,34%) | 10.212(+32) |
| 2021-08-13 | 2021-08-13 | | 728.532(+0,38%) | 10.239(+27) |
| 2021-08-14 | 2021-08-14 | | 730.479(+0,27%) | 10.259(+20) |
| 2021-08-15 | 2021-08-15 | | 732.272(+0,25%) | 10.292(+33) |
| 2021-08-16 | 2021-08-16 | | 734.838(+0,35%) | 10.327(+35) |
| 2021-08-17 | 2021-08-17 | | 737.294(+0,33%) | 10.354(+27) |
| 2021-08-18 | 2021-08-18 | | 739.907(+0,35%) | 10.396(+42) |
| 2021-08-19 | 2021-08-19 | | 742.228(+0,31%) | 10.429(+33) |
| 2021-08-20 | 2021-08-20 | | 744.307(+0,28%) | 10.455(+26) |
| 2021-08-21 | 2021-08-21 | | 745.731(+0,19%) | 10.485(+30) |
| 2021-08-22 | 2021-08-22 | | 747.433(+0,23%) | 10.509(+24) |
| 2021-08-23 | 2021-08-23 | | 748.981(+0,21%) | 10.533(+24) |
| 2021-08-24 | 2021-08-24 | | 751.001(+0,27%) | 10.568(+35) |
| 2021-08-25 | 2021-08-25 | | 752.863(+0,25%) | 10.612(+44) |
| 2021-08-26 | 2021-08-26 | | 754.915(+0,27%) | 10.638(+26) |
| 2021-08-27 | 2021-08-27 | | 756.492(+0,21%) | 10.663(+25) |
| 2021-08-28 | 2021-08-28 | | 758.008(+0,2%) | 10.690(+27) |
| 2021-08-29 | 2021-08-29 | | 759.222(+0,16%) | 10.714(+24) |
| 2021-08-30 | 2021-08-30 | | 761.124(+0,25%) | 10.730(+16) |
| 2021-08-31 | 2021-08-31 | | 762.647(+0,2%) | 10.750(+20) |
| 2021-09-01 | 2021-09-01 | | 764.295(+0,22%) | 10.770(+20) |
| 2021-09-02 | 2021-09-02 | | 765.914(+0,21%) | 10.786(+16) |
| 2021-09-03 | 2021-09-03 | | 767.271(+0,18%) | 10.809(+23) |
| 2021-09-04 | 2021-09-04 | | 768.295(+0,13%) | 10.818(+9) |
| 2021-09-05 | 2021-09-05 | | 769.271(+0,13%) | 10.838(+20) |
| 2021-09-06 | 2021-09-06 | | 770.759(+0,19%) | 10.858(+20) |
| 2021-09-07 | 2021-09-07 | | 772.182(+0,18%) | 10.879(+21) |
| 2021-09-08 | 2021-09-08 | | 773.529(+0,17%) | 10.889(+10) |
| 2021-09-09 | 2021-09-09 | | 774.587(+0,14%) | 10.903(+14) |
| 2021-09-10 | 2021-09-10 | | 775.548(+0,12%) | 10.924(+21) |
| 2021-09-11 | 2021-09-11 | | 776.325(+0,1%) | 10.936(+12) |
| 2021-09-12 | 2021-09-12 | | 777.163(+0,11%) | 10.949(+13) |
| 2021-09-13 | 2021-09-13 | | 778.312(+0,15%) | 10.965(+16) |
| 2021-09-14 | 2021-09-14 | | 779.492(+0,15%) | 10.984(+19) |
| 2021-09-15 | 2021-09-15 | | 780.824(+0,17%) | 10.991(+7) |
| 2021-09-16 | 2021-09-16 | | 781.989(+0,15%) | 11.002(+11) |
| 2021-09-17 | 2021-09-17 | | 783.075(+0,14%) | 11.012(+10) |
| 2021-09-18 | 2021-09-18 | | 783.910(+0,11%) | 11.028(+16) |
| 2021-09-19 | 2021-09-19 | | 784.566(+0,08%) | 11.040(+12) |
| 2021-09-20 | 2021-09-20 | | 785.541(+0,12%) | 11.048(+8) |
| 2021-09-21 | 2021-09-21 | | 786.577(+0,13%) | 11.053(+5) |
| 2021-09-22 | 2021-09-22 | | 787.828(+0,16%) | 11.059(+6) |
| 2021-09-23 | 2021-09-23 | | 788.769(+0,12%) | 11.072(+13) |
| 2021-09-24 | 2021-09-24 | | 789.872(+0,14%) | 11.081(+9) |
| 2021-09-25 | 2021-09-25 | | 790.662(+0,1%) | 11.087(+6) |
| 2021-09-26 | 2021-09-26 | | 791.392(+0,09%) | 11.096(+9) |
| 2021-09-27 | 2021-09-27 | | 792.367(+0,12%) | 11.103(+7) |
| 2021-09-28 | 2021-09-28 | | 793.271(+0,11%) | 11.115(+12) |
| 2021-09-29 | 2021-09-29 | | 794.163(+0,11%) | 11.123(+8) |
| 2021-09-30 | 2021-09-30 | | 795.061(+0,11%) | 11.135(+12) |
| 2021-10-01 | 2021-10-01 | | 795.959(+0,11%) | 11.148(+13) |
| 2021-10-02 | 2021-10-02 | | 796.618(+0,08%) | 11.157(+9) |
| 2021-10-03 | 2021-10-03 | | 797.192(+0,07%) | 11.164(+7) |
| 2021-10-04 | 2021-10-04 | | 798.004(+0,1%) | 11.174(+10) |
| 2021-10-05 | 2021-10-05 | | 798.766(+0,1%) | 11.180(+6) |
| 2021-10-06 | 2021-10-06 | | 799.615(+0,11%) | 11.192(+12) |
| 2021-10-07 | 2021-10-07 | | 800.282(+0,08%) | 11.200(+8) |
| 2021-10-08 | 2021-10-08 | | 800.997(+0,09%) | 11.210(+10) |
| 2021-10-09 | 2021-10-09 | | 801.633(+0,08%) | 11.221(+11) |
| 2021-10-10 | 2021-10-10 | | 802.198(+0,07%) | 11.231(+10) |
| 2021-10-11 | 2021-10-11 | | 802.861(+0,08%) | 11.243(+12) |
| 2021-10-12 | 2021-10-12 | | 803.552(+0,09%) | 11.257(+14) |
| 2021-10-13 | 2021-10-13 | | 803.878(+0,04%) | 11.261(+4) |
| 2021-10-14 | 2021-10-14 | | 804.276(+0,05%) | 11.269(+8) |
| 2021-10-15 | 2021-10-15 | | 804.516(+0,03%) | 11.277(+8) |
| 2021-10-16 | 2021-10-16 | | 804.652(+0,02%) | 11.278(+1) |
| 2021-10-17 | 2021-10-17 | | 805.037(+0,05%) | 11.284(+6) |
| 2021-10-18 | 2021-10-18 | | 805.560(+0,06%) | 11.293(+9) |
| 2021-10-19 | 2021-10-19 | | 806.517(+0,12%) | 11.305(+12) |
| 2021-10-20 | 2021-10-20 | | 807.052(+0,07%) | 11.318(+13) |
| 2021-10-21 | 2021-10-21 | | 807.522(+0,06%) | 11.326(+8) |
| 2021-10-22 | 2021-10-22 | | 808.096(+0,07%) | 11.337(+11) |
| 2021-10-23 | 2021-10-23 | | 808.534(+0,05%) | 11.345(+8) |
| 2021-10-24 | 2021-10-24 | | 809.056(+0,06%) | 11.348(+3) |
| 2021-10-25 | 2021-10-25 | | 809.729(+0,08%) | 11.361(+13) |
| 2021-10-26 | 2021-10-26 | | 810.298(+0,07%) | 11.372(+11) |
| 2021-10-27 | 2021-10-27 | | 810.880(+0,07%) | 11.380(+8) |
| 2021-10-28 | 2021-10-28 | | 811.407(+0,06%) | 11.382(+2) |
| 2021-10-29 | 2021-10-29 | | 811.897(+0,06%) | 11.388(+6) |
| 2021-10-30 | 2021-10-30 | | 812.194(+0,04%) | 11.399(+11) |
| 2021-10-31 | 2021-10-31 | | 812.570(+0,05%) | 11.407(+8) |
| 2021-11-01 | 2021-11-01 | | 813.011(+0,05%) | 11.416(+9) |
| 2021-11-02 | 2021-11-02 | | 813.433(+0,05%) | 11.427(+11) |
| 2021-11-03 | 2021-11-03 | | 813.828(+0,05%) | 11.434(+7) |
| 2021-11-04 | 2021-11-04 | | 814.115(+0,04%) | 11.436(+2) |
| 2021-11-05 | 2021-11-05 | | 814.289(+0,02%) | 11.438(+2) |
| 2021-11-06 | 2021-11-06 | | 814.417(+0,02%) | 11.439(+1) |
| 2021-11-07 | 2021-11-07 | | 814.558(+0,02%) | 11.448(+9) |
| 2021-11-08 | 2021-11-08 | | 814.929(+0,05%) | 11.453(+5) |
| 2021-11-09 | 2021-11-09 | | 815.372(+0,05%) | 11.454(+1) |
| 2021-11-10 | 2021-11-10 | | 815.759(+0,05%) | 11.460(+6) |
| 2021-11-11 | 2021-11-11 | | 816.060(+0,04%) | 11.466(+6) |
| 2021-11-12 | 2021-11-12 | | 816.415(+0,04%) | 11.469(+3) |
| 2021-11-13 | 2021-11-13 | | 816.675(+0,03%) | 11.471(+2) |
| 2021-11-14 | 2021-11-14 | | 816.966(+0,04%) | 11.477(+6) |
| 2021-11-15 | 2021-11-15 | | 817.333(+0,04%) | 11.478(+1) |
| 2021-11-16 | 2021-11-16 | | 817.672(+0,04%) | 11.482(+4) |
| 2021-11-17 | 2021-11-17 | | 818.035(+0,04%) | 11.483(+1) |
| 2021-11-18 | 2021-11-18 | | 818.307(+0,03%) | 11.489(+6) |
| 2021-11-19 | 2021-11-19 | | 818.578(+0,03%) | 11.494(+5) |
| 2021-11-20 | 2021-11-20 | | 818.787(+0,03%) | 11.495(+1) |
| 2021-11-21 | 2021-11-21 | | 819.019(+0,03%) | 11.496(+1) |
| 2021-11-22 | 2021-11-22 | | 819.386(+0,04%) | 11.500(+4) |
| 2021-11-23 | 2021-11-23 | | 819.699(+0,04%) | 11.509(+9) |
| 2021-11-24 | 2021-11-24 | | 820.004(+0,04%) | 11.513(+4) |
| 2021-11-25 | 2021-11-25 | | 820.285(+0,03%) | 11.516(+3) |
| 2021-11-26 | 2021-11-26 | | 820.527(+0,03%) | 11.518(+2) |
| 2021-11-27 | 2021-11-27 | | 820.724(+0,02%) | 11.521(+3) |
| 2021-11-28 | 2021-11-28 | | 820.878(+0,02%) | 11.523(+2) |
| 2021-11-29 | 2021-11-29 | | 821.121(+0,03%) | 11.524(+1) |
| 2021-11-30 | 2021-11-30 | | 821.366(+0,03%) | 11.526(+2) |
| 2021-12-01 | 2021-12-01 | | 821.651(+0,03%) | 11.529(+3) |
| 2021-12-02 | 2021-12-02 | | 821.949(+0,04%) | 11.535(+6) |
| 2021-12-03 | 2021-12-03 | | 822.172(+0,03%) | 11.535(=) |
| 2021-12-04 | 2021-12-04 | | 822.392(+0,03%) | 11.540(+5) |
| 2021-12-05 | 2021-12-05 | | 822.592(+0,02%) | 11.541(+1) |
| 2021-12-06 | 2021-12-06 | | 822.830(+0,03%) | 11.543(+2) |
| 2021-12-07 | 2021-12-07 | | 823.102(+0,03%) | 11.545(+2) |
| 2021-12-08 | 2021-12-08 | | 823.357(+0,03%) | 11.547(+2) |
| 2021-12-09 | 2021-12-09 | | 823.554(+0,02%) | 11.549(+2) |
| 2021-12-10 | 2021-12-10 | | 823.786(+0,03%) | 11.552(+3) |
| 2021-12-11 | 2021-12-11 | | 823.980(+0,02%) | 11.553(+1) |
| 2021-12-12 | 2021-12-12 | | 824.222(+0,03%) | 11.554(+1) |
| 2021-12-13 | 2021-12-13 | | 824.535(+0,04%) | 11.557(+3) |
| 2021-12-14 | 2021-12-14 | | 824.764(+0,03%) | 11.559(+2) |
| 2021-12-15 | 2021-12-15 | | 825.016(+0,03%) | 11.565(+6) |
| 2021-12-16 | 2021-12-16 | | 825.176(+0,02%) | 11.567(+2) |
| 2021-12-17 | 2021-12-17 | | 825.445(+0,03%) | 11.570(+3) |
| 2021-12-18 | 2021-12-18 | | 825.603(+0,02%) | 11.572(+2) |
| 2021-12-19 | 2021-12-19 | | 825.736(+0,02%) | 11.573(+1) |
| 2021-12-20 | 2021-12-20 | | 825.954(+0,03%) | 11.574(+1) |
| 2021-12-21 | 2021-12-21 | | 826.206(+0,03%) | 11.577(+3) |
| 2021-12-22 | 2021-12-22 | | 826.423(+0,03%) | 11.579(+2) |
| 2021-12-23 | 2021-12-23 | | 826.664(+0,03%) | 11.581(+2) |
| 2021-12-24 | 2021-12-24 | | 826.901(+0,03%) | 11.582(+1) |
| 2021-12-25 | 2021-12-25 | | 827.058(+0,02%) | 11.583(+1) |
| 2021-12-26 | 2021-12-26 | | 827.271(+0,03%) | 11.585(+2) |
| 2021-12-27 | 2021-12-27 | | 827.522(+0,03%) | 11.586(+1) |
| 2021-12-28 | 2021-12-28 | | 827.763(+0,03%) | 11.588(+2) |
| 2021-12-29 | 2021-12-29 | | 827.972(+0,03%) | 11.590(+2) |
| 2021-12-30 | 2021-12-30 | | 828.207(+0,03%) | 11.590(=) |
| 2021-12-31 | 2021-12-31 | | 828.431(+0,03%) | 11.594(+4) |
| 2022-01-01 | 2022-01-01 | | 828.773(+0,04%) | 11.594(=) |
| 2022-01-02 | 2022-01-02 | | 828.986(+0,03%) | 11.596(+2) |
| 2022-01-03 | 2022-01-03 | | 829.277(+0,04%) | 11.598(+2) |
| ⋮ | | | | |
| 2022-01-13 | 2022-01-13 | | 845.501(n.a.) | 11.613(n.a.) |
| Nguồn: Bộ Y tế và Dân số – Báo cáo tình hình COVID-19 tại Nepal | | | | |

Đại dịch COVID-19 bắt đầu từ Hồ Bắc, Trung Quốc, vào cuối năm 2019, Nepal đã xác nhận trường hợp đầu tiên và duy nhất vào ngày 24 tháng 1 năm 2020. Bệnh nhân chỉ mới có triệu chứng nhẹ và đã được xuất viện một tuần với các hướng dẫn để tự cách ly tại nhà. Vào ngày 10 tháng 3, một người vừa trở về từ Hàn Quốc đã được đưa vào bệnh viện, để được cách ly trong khi chờ xét nghiệm.
Chính phủ đã thực hiện các biện pháp phòng ngừa khác nhau để ngăn chặn sự lây lan ở Nepal. Họ đã sơ tán các sinh viên Nepal từ Hồ Bắc vào tháng Hai và cách ly tại Bhaktapur, tất cả những người này đã xét nghiệm là âm tính. Bệnh viện nhiệt đới và bệnh truyền nhiễm Sukraraj ở Teku là bệnh viện chính trong điều trị bệnh, xử lý tất cả các trường hợp nghi ngờ. Nepal đã hủy các hoạt động quảng bá quốc tế liên quan đến Năm Du lịch Nepal 2020 và nền kinh tế Nepal dự kiến sẽ bị ảnh hưởng nặng nề bởi đại dịch, do ảnh hưởng của nó đối với du lịch, sản xuất, xây dựng và thương mại.
Nepal đã hủy các hoạt động quảng bá quốc tế liên quan đến chương trình Du lịch Nepal 2020 và nền kinh tế Nepal dự kiến sẽ bị ảnh hưởng nặng nề bởi đại dịch, do ảnh hưởng đến du lịch, sản xuất, xây dựng và thương mại.
Tính đến ngày 30 tháng 11 năm 2023, Nepal ghi nhận 1,003,450 trường hợp mắc COVID-19 và 12,031 trường hợp tử vong.

## Bối cảnh

### Đại dịch COVID-19
Đại dịch đang diễn ra do bệnh virus corona 2019 (COVID-19) gây ra bởi  SARS-COV-2. Vụ dịch lần đầu tiên được xác định tại Vũ Hán, Hồ Bắc, Trung Quốc vào tháng 12 năm 2019 và được công nhận là đại dịch bởi Tổ chức Y tế Thế giới (WHO) vào ngày 11 tháng 3 năm 2020. Tính đến ngày 17 tháng 3, hơn 181.000 trường hợp nhiễm COVID-19 đã được báo cáo tại hơn 160 quốc gia và vùng lãnh thổ với đợt bùng phát lớn tại Trung Quốc đại lục, châu Âu, Iran và Hàn Quốc. Hơn 7.100 người tử vong vì căn bệnh này và gần 80.000 người hồi phục.
Vi-rút chủ yếu lây lan giữa những người theo cách tương thức như cúm, qua giọt bắn nước bọt do ho hoặc hắt hơi.
Thời gian giữa phơi nhiễm và khởi phát triệu chứng thường là 5 ngày, nhưng có thể từ 2 đến 14 ngày. Các triệu chứng thường gặp nhất là sốt, ho khan và khó thở. các biến chứng có thể bao gồm viêm phổi và hội chứng suy hô hấp cấp tính. Không có vắc-xin hoặc Thuốc kháng virus cụ thể nhưng nghiên cứu vẫn đang tiếp tục. Các biện pháp phòng ngừa được đề xuất bao gồm rửa tay, che miệng khi ho, duy trì khoảng cách với người khác (đặc biệt là những người không khỏe), theo dõi và tự cách ly trong 14 ngày cho những người nghi ngờ họ bị nhiễm bệnh.

### Nepal
Trung Quốc là một trong hai quốc gia giáp với Nepal; biên giới dài 1,414 km. Trung Quốc là đối tác thương mại lớn thứ hai của Nepal. Nepal nằm ở Nam Á, một trong những khu vực ít phát triển nhất và mật độ dân đông nhất thế giới, hoạt động kém trong giáo dục cũng như các chỉ số chăm sóc sức khỏe và vệ sinh và do đó được coi là một trong những khu vực có nguy cơ cao nhất đối với đại dịch do ít chuẩn bị nhất.
Theo The Kathmandu Post, các bệnh viện ở Nepal có ít giường ICU (chỉ ba trong bệnh viện Teku) hầu như luôn bị chiếm dụng với những người trong tình trạng nguy kịch thường phải chờ giường trống. Các bác sĩ nói rằng sẽ không thể tiếp nhận bệnh nhân mới vào ICU ngay khi họ cần. Bệnh viện Teku là bệnh viện duy nhất được chỉ định xử lý bệnh truyền nhiễm đã xây dựng một khu cách ly trong đợt bùng phát cúm gia cầm một thập kỷ trước, nhưng chưa bao giờ đưa nó vào sử dụng vì nó không có chuyên gia để đánh giá.
Khi tin tức về một bệnh truyền nhiễm mới ở Trung Quốc xuất hiện, những lo ngại đã được đặt ra ở Nepal về nguy cơ tiềm ẩn cao, sự cần thiết phải thực hiện các biện pháp phòng ngừa và thiếu nghiêm trọng các thiết bị y tế và cơ sở hạ tầng cần thiết, theo Tiến sĩ Baburam Marasini, cựu giám đốc của Phòng dịch tễ và kiểm soát dịch bệnh, Nepal không có xe cứu thương đôi nào để vận chuyển bệnh nhân nhiễm trùng cao một cách an toàn, phòng cách ly trong bệnh viện, hoặc phòng thí nghiệm an toàn sinh học cấp 3 hoặc phòng thí nghiệm tốt hơn cần thiết để xét nghiệm bệnh truyền nhiễm cao.

## Ca bệnh

### Tháng 1 năm 2020
Một sinh viên 31 tuổi của Đại học Vũ Hán đã trở về nhà vào ngày 5 tháng 1, có các triệu chứng nhẹ vào ngày 13 tháng 1 và xuất viện vào ngày 17 tháng 1 với các hướng dẫn để tự cách ly tại nhà sau khi xét nghiệm sơ bộ cho thấy anh ta có thể không bị nhiễm bệnh. Mặc dù Nepal có các phòng thí nghiệm và nhân lực lành nghề để kiểm tra căn bệnh này, nhưng Nepal không có kit thử cần thiết. Các kit thử có giá khoảng 17.000 Rs mỗi lần kiểm tra và cần được mua với số lượng lớn, đủ cho khoảng 200 xét nghiệm. Vì không có trường hợp nghi ngờ nào khác cần xét nghiệm, các quan chức đã quyết định gửi mẫu đến Hồng Kông thay vì mua thuốc thử. Các mẫu đã được gửi đến Hồng Kông vào ngày 21 tháng 1. Vào ngày 24 tháng 1, Bộ Y tế đã xác nhận rằng xét nghiệm dương tính. Bộ cho biết bệnh nhân đang được theo dõi, những người tiếp xúc gần gũi với anh ta đang được điều tra và thông tin sức khỏe về tất cả hành khách trở về từ Trung Quốc đang được tìm kiếm. Tuy nhiên, The Kathmandu Post dẫn lời các quan chức tại Dịch tễ học và kiểm soát dịch bệnh nói rằng không ai biết về hoạt động của bệnh nhân kể từ khi anh ta xuất viện và họ đang tìm kiếm anh ta. Sau đó, họ nói rằng họ chỉ nói chuyện với bệnh nhân qua điện thoại; ông đã báo cáo là có sức khỏe tốt và không được yêu cầu đến để kiểm tra hoặc theo dõi. Bệnh nhân được xác nhận điều trị hoàn toàn khi tăm bông RT-PCR âm tính trở lại các đợt xét nghệm tiếp theo vào ngày 29 và 31 tháng 1. Không ai trong số những người tiếp xúc với bệnh nhân cho thấy bất kỳ triệu chứng nào sau ba tuần kể từ khi bệnh nhân trở về Nepal và do đó, người ta cho rằng anh ta đã không truyền bệnh cho bất kỳ ai khác ở Nepal.
Vào ngày 17 tháng 1, được thúc giục bởi WHO, Nepal đã bắt đầu sàng lọc hành khách đến Sân bay quốc tế Tribhuvan từ Trung Quốc, Thái Lan và Nhật Bản, 3 quốc gia có nhiều trường hợp được xác nhận nhất. Tám người tại bàn y tế. Sân bay không có máy quét nhiệt hồng ngoại và do đó đã sử dụng máy quét nhiệt vì sân bay đang thực hiện lắp đặt thiết bị hồng ngoại. Những hành khách bị sốt đang được yêu cầu giữ liên lạc và liên hệ với các bệnh viện nếu họ có thêm các triệu chứng.
Vào ngày 23 tháng 1, bác sĩ Bashudev Pandey, giám đốc bệnh viện Teku nói rằng bệnh viện đang trong tình trạng báo động cao, trong khi ba bệnh viện khác - Bệnh viện Cảnh sát Nepal, Bệnh viện Patan và Bệnh viện Đại học Tribhuvan cũng sẽ điều trị bệnh. Six beds in Teku Hospital had been allocated for isolation of suspected patients.
Vào ngày 25 tháng 1, một ngày sau khi trường hợp đầu tiên được xác nhận, Bộ Y tế xác nhận rằng hai bệnh nhân, một người đàn ông vừa trở về từ Thượng Hải và một phụ nữ, đã được đưa vào cách ly tại Bệnh viện Sukraraj ở Teku. Họ đã xuất viện vào sáng 27 tháng 1 mà không chờ kết quả xét nghiệm mặc dù kết quả đến hạn vào cùng ngày hôm đó, làm tăng mối lo ngại về việc xử lý khủng hoảng. Các xét nghiệm xác nhận kết quả âm tính đối với cả hai bệnh nhân được tiến hành tại phòng thí nghiệm an toàn sinh học cấp 2 của Phòng thí nghiệm y tế công cộng quốc gia, các xét nghiệm đầu tiên được thực hiện ở Nepal. Thuốc thử đủ cho 100 xét nghiệm đã được mượn từ Trung tâm Động lực học phân tử và bộ dụng cụ thử nghiệm được cung cấp bởi Tổ chức Y tế Thế giới. Người phụ nữ đã ở một mình để chờ kết quả xét nghiệm vào ngày 27 tháng 1.
Vào ngày 28 tháng 1, Nepal đã đóng cửa biên giới Rasuwagadhi với Trung Quốc, khiến thương mại giữa Nepal và Trung Quốc bị đình trệ hoàn toàn. Các quận biên giới của Ấn Độ được báo cáo là trong tình trạng báo động cao và nhân viên y tế đã được triển khai đến nhiều điểm nhập cảnh khác nhau dọc biên giới Ấn Độ-Nepal.

### Tháng 2
Vào tuần đầu tiên của tháng 2, Nepal đã báo cáo tình trạng thiếu khẩu trang y tế vì mọi người vội vã mua chúng sau các báo cáo về trường hợp nhiễm đầu tiên.
Phòng Dịch tễ và Dịch tễ học đã nghĩ ra phác đồ điều trị riêng dựa trên cơ sở do Cơ quan Y tế Liên Hợp Quốc phát triển và đã chỉ đạo tất cả các bệnh viện tư tuân thủ nghiêm ngặt các hướng dẫn trong việc xử lý bất kỳ trường hợp nghi ngờ mới nào.
Vào ngày 4 tháng 2, Bộ trưởng Bộ Y tế đã thông báo rằng ba bệnh viện đã được tạo ra có khả năng kiểm tra virus và 43 giường đã được cung cấp cho bệnh nhân nếu dịch bệnh lớn có thể xảy ra. Ông cũng thông báo rằng các bàn y tế đã được đặt ở Pokhara, Chitwan và Bhairahawa. Vào ngày 5 tháng 2, Nepal đã tặng 100.000 mặt nạ bảo vệ cho Trung Quốc như một cử chỉ hữu nghị.
Tính đến ngày 13 tháng 2, Nepal đã tiến hành xét nghiệm trên 19 bệnh nhân nghi ngờ. Một người Ả Rập Xê Út chỉ nói tiếng Ả Rập và có vẻ phản đối việc bị giữ trong bệnh viện, trốn cách ly và không thể định vị. Bộ Y tế cho biết sẽ bắt đầu sử dụng cảnh sát để bảo vệ các bệnh nhân nghi ngờ tại bệnh viện.
Vào ngày 14 tháng 2, chính phủ được báo cáo đã nghĩ ra kế hoạch dự phòng để xử lý virus. Theo Kế hoạch A, chính phủ đã chuẩn bị sơ tán công dân Nepal mắc kẹt ở Hồ Bắc và giữ họ cách ly ở Bhaktapur. Kế hoạch B bao gồm giáo dục người dân và phân phối bộ dụng cụ bảo vệ. Các chi tiết của Kế hoạch C sẽ được thực hiện trong trường hợp bệnh thực sự lây lan và bắt đầu có người tử vong.
Nepal sơ tán 175 người Nepal, chủ yếu là sinh viên, người đã bị mắc kẹt ở Hồ Bắc vào ngày 16 tháng 2 năm 2020 và đưa họ vào khu cách ly 14 ngày tại Kharipati ở Bhaktapur. 6 người Nepal khác đã bị chính phủ Trung Quốc ngăn không cho rời đi, trong khi bốn người nộp đơn yêu cầu giải cứu sau đó đã thay đổi quyết định. Vào ngày 20 tháng 2, Bộ Y tế báo cáo rằng tất cả các sinh viên đã xét nghiệm âm tính.
Vào ngày 18 tháng 2, Đại sứ quán Trung Quốc tại Nepal đã chỉ trích The Kathmandu Post vì đã tái bản The Korea Herald chỉ trích việc Trung Quốc xử lý đại dịch, cáo buộc biên tập viên - Tổng giám đốc Anup Kaphle thiên vị chống Trung Quốc. Đáp lại, 17 biên tập viên từ báo chí chính thống Nepal đã đưa ra một tuyên bố chung bày tỏ quan ngại và nhắc nhở Đại sứ quán Trung Quốc về các quy tắc ngoại giao và hiến pháp bảo đảm về tự do báo chí ở Nepal; Kathmandu Post đã xuất bản một bài xã luận chỉ trích hành động của Đại sứ quán. Các hành động của đại sứ quán Trung Quốc được coi là không tốt và đáng ngạc nhiên khi Trung Quốc không có quyền can thiệp vào các vấn đề nội bộ của Nepal.

### Tháng 3
Vào ngày 1 tháng 3, Nepal đã đình chỉ dịch vụ thị thực cho công dân của 5 quốc gia bị ảnh hưởng xấu bởi COVID-19: Trung Quốc, Hàn Quốc, Nhật Bản, Ý và Iran.
Vào ngày 10 tháng 3, 71 công nhân Trung Quốc làm việc trong việc xây dựng sân bay Pokhara đã trở về từ Trung Quốc bị phía Nepal đưa vào kiểm dịch trong 14 ngày. Họ đã được theo dõi chặt chẽ và có sức khỏe bình thường. Trước đây, 36 công nhân Trung Quốc làm việc cho dự án cũng đã trải qua một cuộc cách ly tương tự khi trở lại làm việc.
Vào ngày 12 tháng 3, chính phủ Nepal đã quyết định đình chỉ thị thực du lịch khi đến đối với tất cả các quốc gia ngoại trừ thị thực ngoại giao và chính thức. Trong trường hợp khẩn cấp, công dân nước ngoài phải nộp đơn xin thị thực với việc nộp giấy chứng nhận sức khỏe cho thấy không có lây nhiễm của dịch COVID-19. Việc đình chỉ này sẽ kéo dài từ ngày 14 tháng 3 đến ngày 30 tháng 4. Chính phủ cũng đã hạn chế đi đến và đi từ Ấn Độ thông qua các tuyến đường bộ và hủy bỏ tất cả các chuyến thám hiểm leo núi mùa xuân bao gồm Đỉnh Everest cho đến ngày 30 tháng 4 kể từ ngày 14 tháng 3. Chính phủ Tỉnh số 1 đã tiết lộ kế hoạch cho hai địa điểm kiểm dịch trong tỉnh, bao gồm một địa điểm trên đảo sông Koshi. Nó cũng đảm bảo các kế hoạch đang được tiến hành để cung cấp thêm thiết bị cho nhân viên y tế, thiết lập các bàn y tế tại các cửa khẩu biên giới với Ấn Độ, giữ xe cứu thương ở chế độ chờ và duy trì các khu cách ly trong ba bệnh viện lớn - Bệnh viện Tưởng niệm BP Koirala tại Dharan, Bệnh viện Koshi ở Biratnagar và Bệnh viện Mechi ở Jhapa.
Vào ngày 14 tháng 3, Bệnh viện Ung thư Tưởng niệm BP Koirala ở Dharan báo cáo rằng một bệnh nhân bị nghi ngờ đã từ chối ở lại bệnh viện và trở về nhà. Anh đã hứa sẽ quay lại vào ngày hôm sau để xét nghiệm. Cùng ngày, bộ phận vận chuyển Bihar đã đình chỉ các dịch vụ xe buýt Patna-Nepal có hiệu lực ngay lập tức, được thi hành cho đến ngày 31 tháng 3 trong nỗ lực ngăn chặn virus, sau khi nhiều trường hợp xuất hiện trên khắp Ấn Độ. Ấn Độ tuyên bố đình chỉ tất cả các hành khách đi qua biên giới Ấn Độ-Nepal, ngoại trừ một số trạm kiểm soát được chỉ định với các cuộc kiểm tra sức khỏe chuyên sâu, có hiệu lực từ ngày 15 tháng 3.
| Trường hợp | Ngày                     | Tuổi | Giới tính | Nơi xác nhận nhiễm | Quốc tịch | Bệnh viện điều trị                                | Đã từng ở Vũ Hán | Từng ở các ổ dịch khác | Tình trạng   | Ghi chú | Nguồn  |
| ---------- | ------------------------ | ---- | --------- | ------------------ | --------- | ------------------------------------------------- | ---------------- | ---------------------- | ------------ | ------- | ------ |
| 1          | Ngày 24 tháng 1 năm 2020 | 31   | Nam       | Bagmati            | Nepal     | Bệnh viện nhiệt đới và bệnh truyền nhiễm Sukraraj | Có               | Không                  | Đã xuất viện |         | [ 48 ] |

### Các trường hợp được xác nhận trong số các công dân Nepal ở nước ngoài
Một sinh viên người Nepal gần đây đã đến Tasmania qua Singapore đã dương tính với COVID-19 vào ngày 8 tháng 3. Vào ngày 9 tháng 3, Bộ Y tế nước này xác nhận rằng hai người Nepal ở UAE đã dương tính với virus này.

## Ảnh hưởng
Nepal đã tuyên bố Năm Du lịch Nepal 2020 bị hoãn.
Nền kinh tế của Nepal dự kiến sẽ bị ảnh hưởng tiêu cực bởi đại dịch. Ngành du lịch đã được báo cáo là thiệt hại nhất do sự vắng mặt của khách du lịch Trung Quốc, cũng như các hạn chế du lịch khác nhau áp đặt cho du lịch trên toàn cầu. Ngành sản xuất đang gặp phải tình trạng thiếu nguyên liệu, phần lớn được sử dụng từ Trung Quốc. Tình hình trở nên trầm trọng hơn do sự lan rộng của đại dịch sang Trung Đông, là nguồn chuyển tiền chính chiếm hơn một nửa GDP của Nepal. Lĩnh vực bán buôn và bán lẻ cũng bị ảnh hưởng do hàng nhập khẩu từ Trung Quốc giảm. Ngành xây dựng nhập khẩu hầu hết vật liệu xây dựng từ Trung Quốc đã chậm lại. Khi các nhà thầu và công nhân Trung Quốc về nhà đón năm mới của Trung Quốc không thể trở lại, các dự án công cộng cũng đã bị ảnh hưởng.
Lệnh cấm bán chăn động vật tạm thời đối với các thị trường động vật do Trung Quốc áp đặt để đối phó với đại dịch dự kiến sẽ hạn chế nạn săn trộm và buôn bán động vật hoang dã qua Nepal, vì y học cổ truyền Trung Quốc sử dụng nhiều bộ phận cơ thể của động vật đang bị đe dọa và nó là thách thức lớn nhất đối với động vật hoang dã bảo tồn trong khu vực.
Các lễ kỷ niệm Holi hàng năm, rơi vào ngày 9 và 10 tháng 3 năm 2020 đã chứng kiến các hoạt động giảm sút, kinh doanh thấp và hủy bỏ một số lễ kỷ niệm.

### Thuốc thiết yếu
Ngành công nghiệp dược phẩm của Nepal đã bị ảnh hưởng do thiếu nguyên liệu vì một số thành phần thiết yếu trước đây được nhập khẩu từ Hồ Bắc. Nepal phải đối mặt với khả năng thiếu hụt các loại thuốc khi Ấn Độ áp đặt các hạn chế xuất khẩu 26 loại nguyên liệu bao gồm cả các loại thuốc thiết yếu cùng sự gián đoạn trong chuỗi cung ứng từ Hồ Bắc; tuy nhiên sau đó Ấn Độ đã đồng ý nới lỏng các hạn chế trong trường hợp Nepal yêu cầu chính phủ Nepal cung cấp danh sách tên và số lượng thuốc cần cung cấp cho Nepal.